# Pelin Esmer

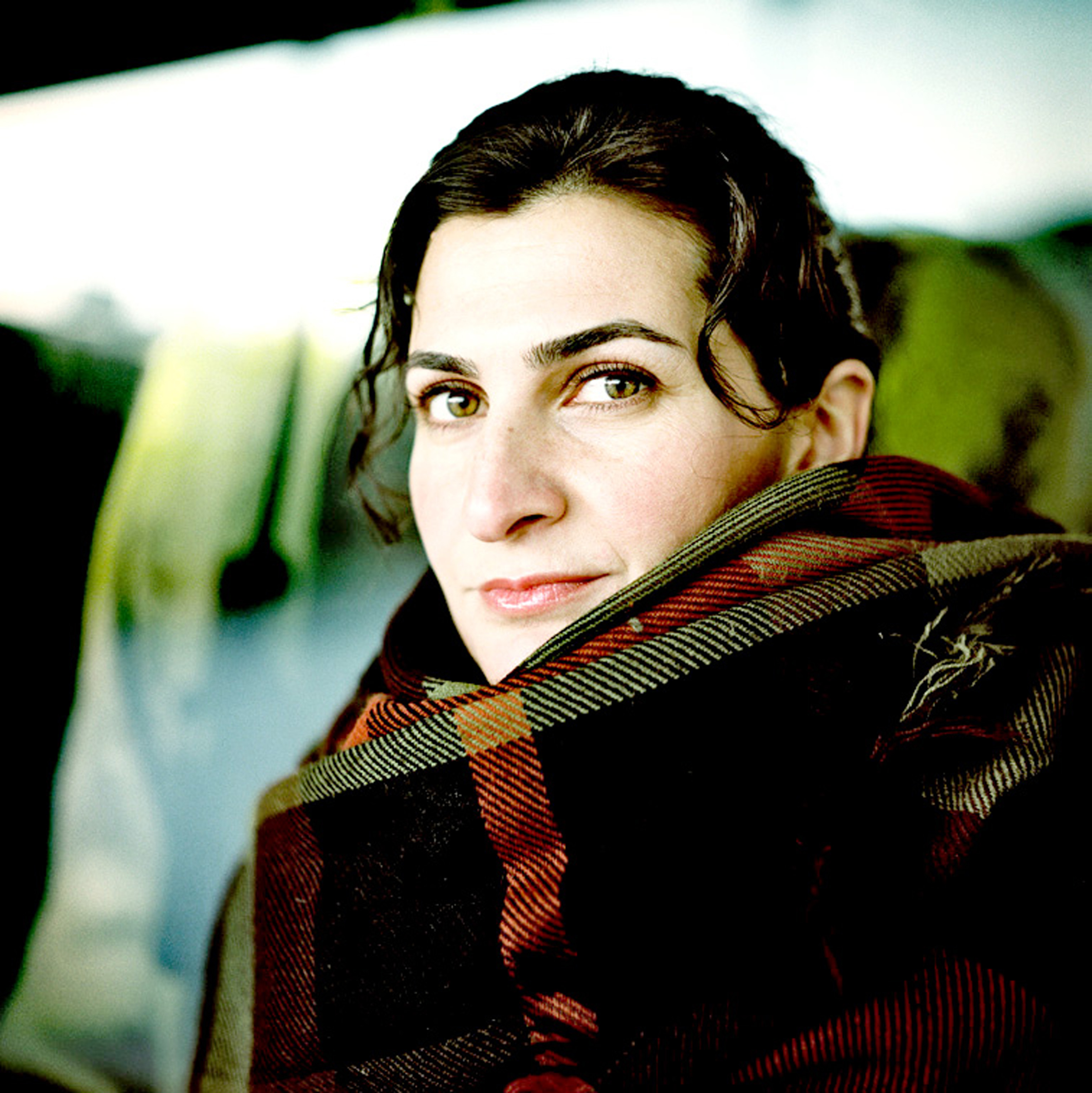
Pelin Esmer 2019

Pelin Esmer (geb. 1972, Istanbul) ist eine türkische Drehbuchschreiberin und Filmemacherin.

## Karriere
Pelin Esmer studierte Anthropologie am Social Sciences Department der Boğaziçi Üniversitesi in Istanbul. Sie drehte ihren ersten Kurz-Dokumentarfilm, Koleksiyoncu (Der Sammler) über Onkel Mithat Esmer, welcher auch als Hauptfigur ihres ersten Films 10 to 11 (2009) diente. Ihre Arbeit von 2005 Oyun wurde in Arslanköy gefilmt und dokumentiert die Bemühungen einer Gruppe Bauersfrauen, welche ein Theaterstück über ihr eigenes Leben aufführen. Ihr Film Watchtower von 2012 brachte ihr beim Adana Golden Boll Film Festival fünf Auszeichnungen ein, inklusive Best Director.

## Filme
- 2002 Koleksiyoncu: The Collector (Dokumentarfilm)
- 2005 Oyun (Doku)[2]
- 2009 10 to 11[5]
- 2012 Watchtower
- 2017 Something Useful
- 2019 Queen Lear

## Ehrungen
- Yilmaz Güney Award beim Adana Golden Boll Film Festival 2006 (Oyun)
- Best film from the Black Sea Region 2006 (Oyun)
- Best Film and Best Script beim Adana Golden Boll Film Festival 2009 (10 to 11)
- Best Young Filmmaker from the Middle East Region beim Middle East Film Festival Abu Dhabi 2009 (10 to 11)